# Élos (Crète)
Élos (grec moderne : Έλος) est une bourgade grecque de Crète, chef-lieu du district municipal d'Innachório, dans le dème de Kissamos, à l'ouest de l'île.

## Géographie

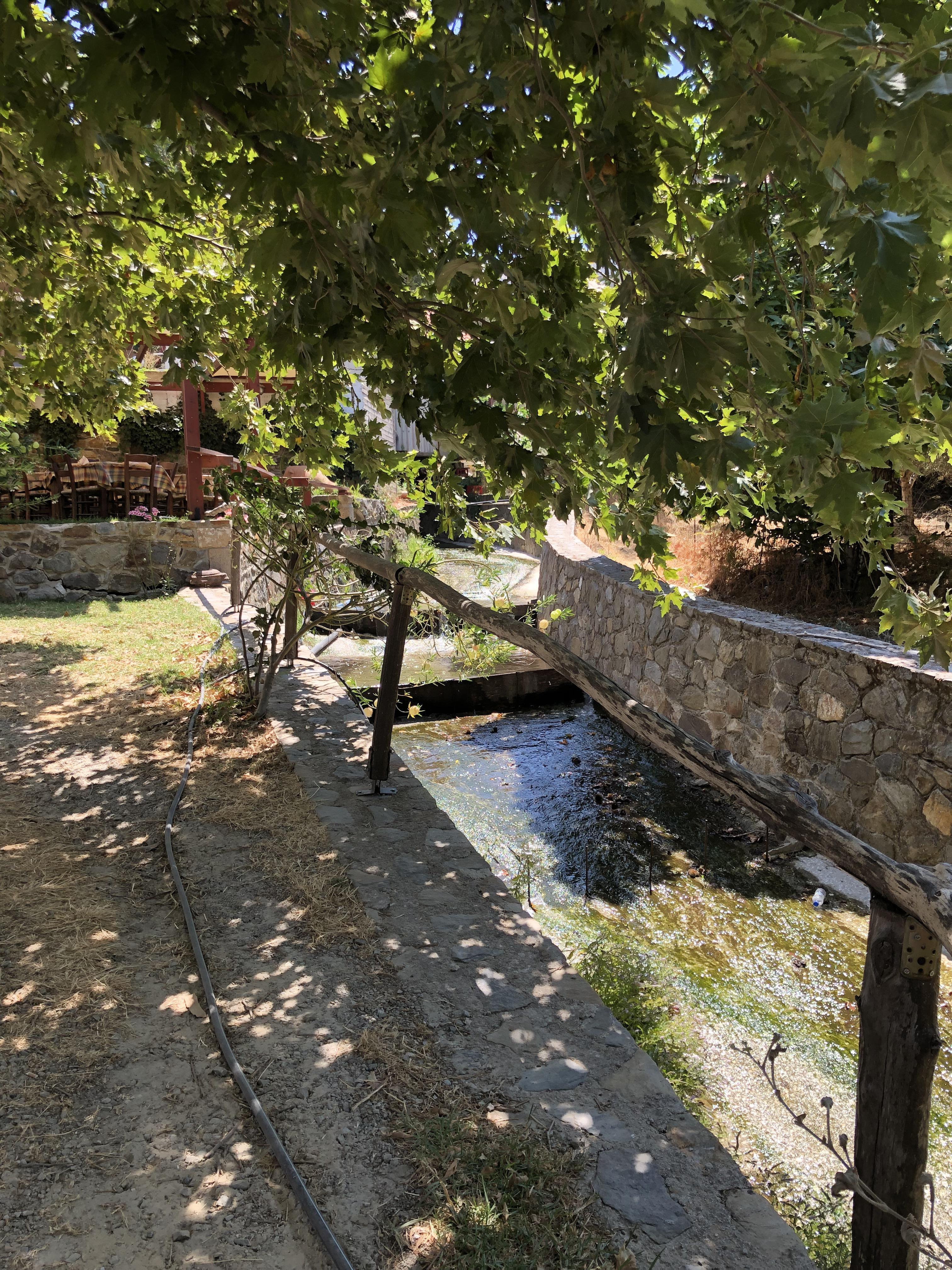
Le ruisseau traversant le village d'Élos, en août.

Le village est situé dans une région de moyenne montagne, à l'altitude de 560 m. Il se trouve à 23 km au sud de Kissamos. Il est traversé par un petit cours d'eau, le Xéropotamos, parfois à sec l'été comme le laisse entendre le nom mais pas toujours.
Il est desservi par la route, très fréquentée en été, qui mène de la côte nord vers la plage d'Élafonisi, en passant par la gorge de Topolia. Une déviation permet maintenant d'éviter le village.

## Économie
L'une des spécialités de cette région est la production de châtaignes.

## Lieux et monuments
- Chapelle consacrée à saint Jean le Théologien ; fresques du début du XIVe siècle attribuées à Ioánnis Pagoménos.
- Monument au général Emmanuel Tzanakakis, dans un petit square au centre du village.

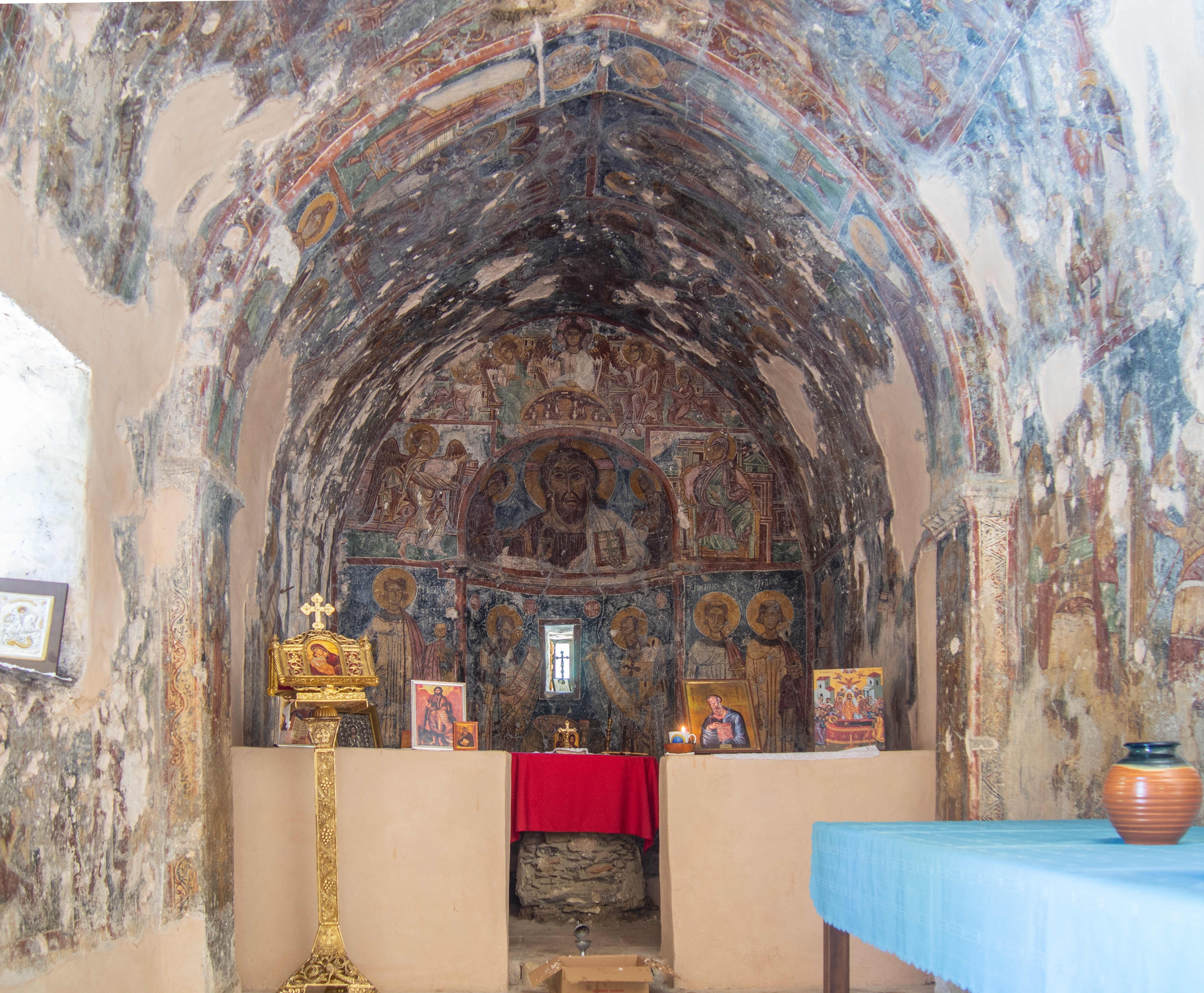
Fresques de la chapelle Saint-Jean le Théologien
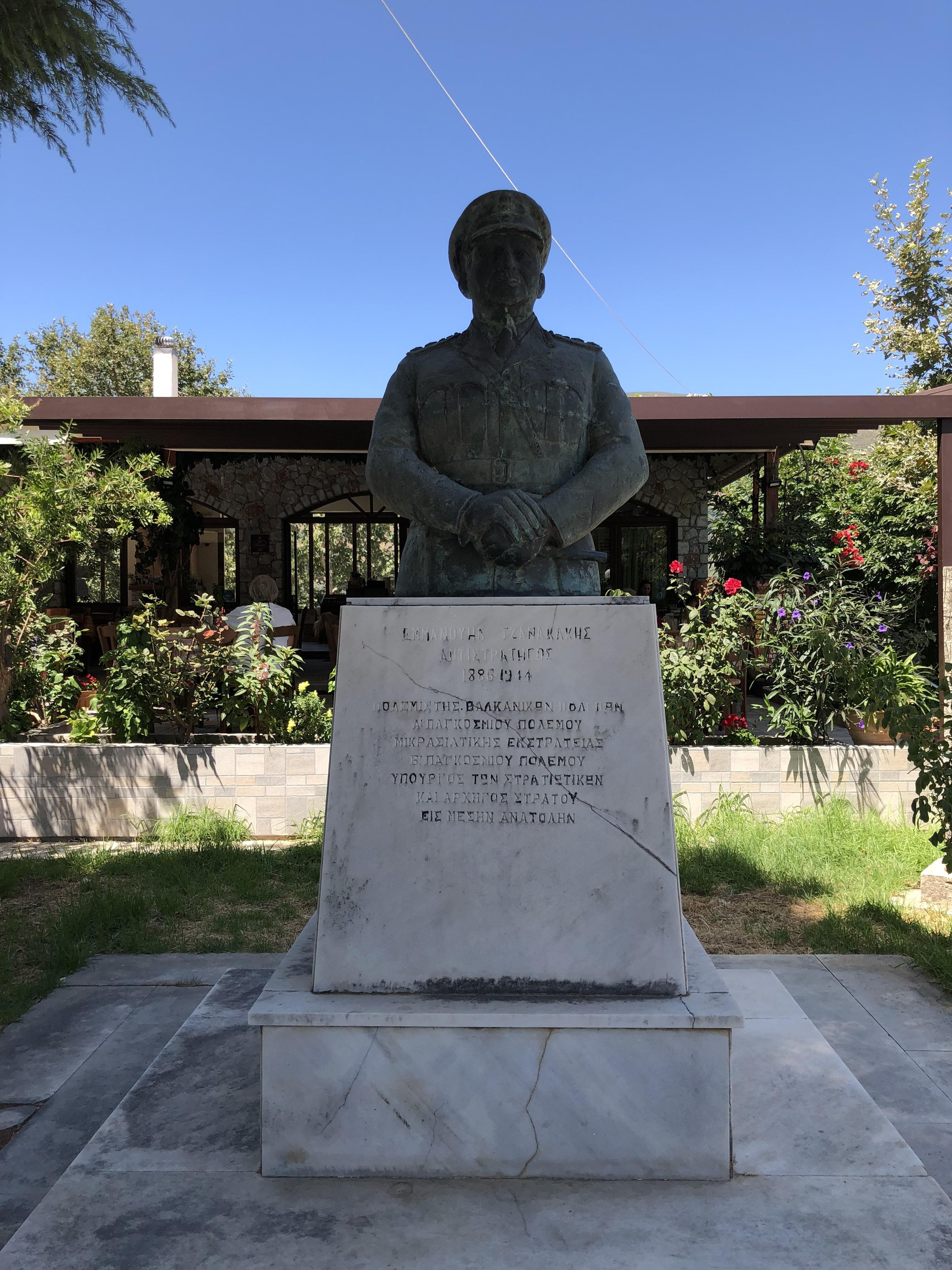
Buste d'Emmanuel Tzanakakis.